# Staträsket (Edefors socken, Norrbotten)
Staträsket är en sjö i Bodens kommun i Norrbotten och ingår i Luleälvens huvudavrinningsområde. Sjön har en area på 0,469 kvadratkilometer och ligger 199,1 meter över havet. Sjön avvattnas av vattendraget Staträskbäcken.

## Delavrinningsområde
Staträsket ingår i det delavrinningsområde (732798-173403) som SMHI kallar för Utloppet av Staträsket. Medelhöjden är 231 meter över havet och ytan är 5,97 kvadratkilometer. Det finns inga avrinningsområden uppströms utan avrinningsområdet är högsta punkten. Staträskbäcken som avvattnar avrinningsområdet har biflödesordning 4, vilket innebär att vattnet flödar genom totalt 4 vattendrag innan det når havet efter 108 kilometer. Avrinningsområdet består mestadels av skog (87 procent). Avrinningsområdet har 0,47 kvadratkilometer vattenytor vilket ger det en sjöprocent på 7,9 procent.